# Ba họ một nhà
Ba Họ Một Nhà  (tiếng Anh: A Handful Of Love), tên gọi khác Bố Mẹ Bất Đắc Dĩ, là một bộ phim truyền hình Hồng Kông do TVB phát hành ngày 21/06/2004. Phim dài 20 tập với sự tham gia của Mã Đức Chung, Tuyên Huyên, Lý Dật Lãng.

## Diễn viên
- Mã Đức Chung vai Cố Gia Nguyên
- Tuyên Huyên vai Cốc Tuệ Đình
- Lý Dật Lãng vai Phương Dĩnh Nhân
- Rachel Poon vai Phương Dĩnh Nghi
- Oscar Poon vai Phương Dĩnh Lễ
- Kevin Yau vai Phương Dĩnh Trí
- Tiffany Tse vai Phương Dĩnh Tín
- La Mẫn Trang vai La Diễm Phân
- Kiki Lam vai Liệu Nhân Nhân
- Lý Tư Tiệp vai Chu Quốc Lượng